# 1986

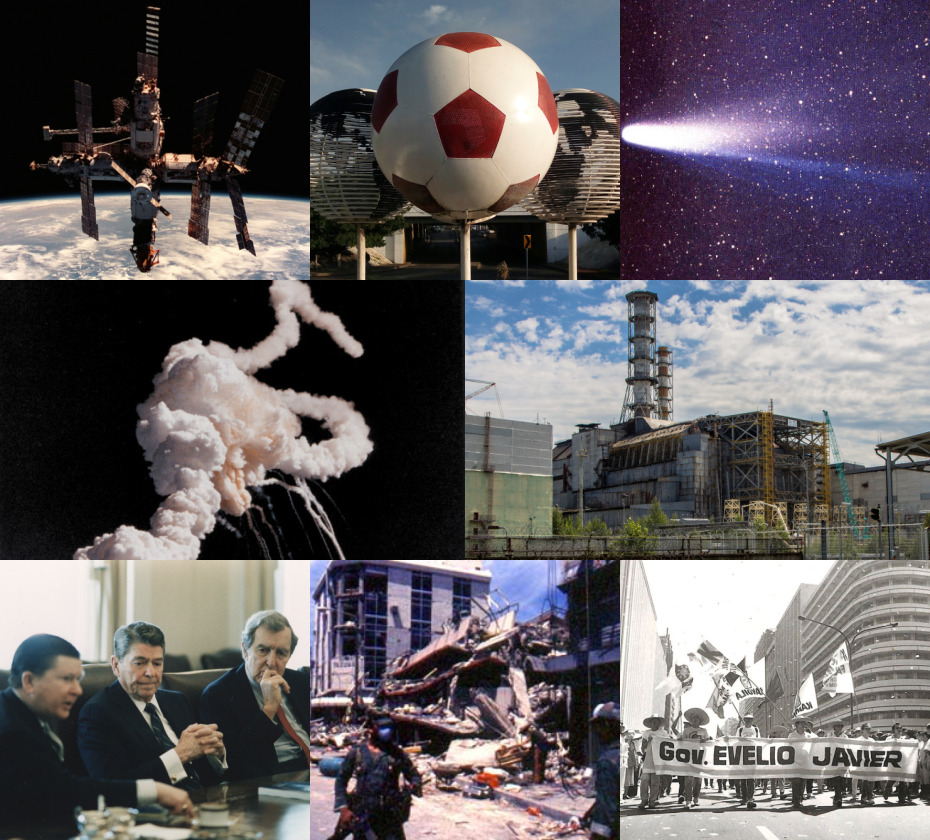
En el sentido de las agujas del reloj desde la parte superior izquierda: el módulo central de la estación espacial Mir es lanzado por la Unión Soviética; la Copa Mundial de fútbol de 1986 se juega en México y la gana Argentina; el cometa Halley entra en perihelio por primera vez desde 1910; el peor desastre nuclear en la historia de la humanidad tiene lugar en la planta de energía nuclear de Chernóbil en la actual Ucrania; la Revolución del Poder Popular protesta contra la violencia del régimen y el fraude electoral en Filipinas; el terremoto de San Salvador de 1986 mata de 1.000 a 1.500 personas en El Salvador; la Administración Reagan está atrapada en un gran escándalo relacionado con la venta de armas a un Irán embargado para financiar a los Contras en Nicaragua; el transbordador espacial Challenger se desintegró 73 segundos después del despegue, matando a la tripulación y posponiendo el programa del transbordador espacial durante dos años

1986 (MCMLXXXVI) fue un año común comenzado en miércoles en el calendario gregoriano. En el horóscopo chino corresponde al año del Tigre. La Organización de las Naciones Unidas lo declaró Año Internacional de la Paz. La Unión alemana para la conservación de la naturaleza declara al grajo (lat. Corvus frugilegus) ave del año.

## Acontecimientos

### Enero
- 1 de enero: 
  - España y Portugal ingresan en la Comunidad Económica Europea (actualmente, Unión Europea).
  - Las islas Canarias se integran en la Comunidad Económica Europea a través de un modelo diferenciado que mantiene su régimen económico y fiscal histórico.
- 2 de enero: en Italia, el gobierno autoriza la construcción de un puente entre Sicilia y la península a través del estrecho de Mesina.
- 6 de enero: en Liberia es investido presidente el general Samuel Doe.
- 7 de enero: muere en la Ciudad de México el escritor y fotógrafo mexicano Juan Rulfo.
- 10 de enero: en Basauri (Vizcaya) el empresario Juan Pedro Guzmán, secuestrado por la banda terrorista ETA doce días antes, es rescatado por los GEO.
- 13 de enero: en España, el programa Buenos Días inaugura la televisión matinal.
- 14 de enero: en Guatemala, el democristiano Vinicio Cerezo toma posesión de su cargo como presidente.
- 16 de enero: sale al mercado el modelo de ordenador Macintosh Plus de Apple.
- 17 de enero: en La Haya se firma el protocolo que establece relaciones diplomáticas entre Israel y España.
- 18 de enero: accidente aéreo en las selvas de El Petén en Guatemala, cerca las ruinas mayas de Tikal. Fallecen las 93 personas que viajaban a bordo, de varias nacionalidades, incluyendo el político venezolano Arístides Calvani y miembros de su familia.
- 22 de enero: en España, el dibujante y humorista Antonio Mingote ingresa en la Real Academia Española.
- 24 de enero: la nave espacial estadounidense Voyager 2 pasa cerca de Urano. Se descubren 10 nuevos satélites orbitando alrededor del planeta.
- 27 de enero: en Honduras, José Azcona del Hoyo asume a la presidencia.

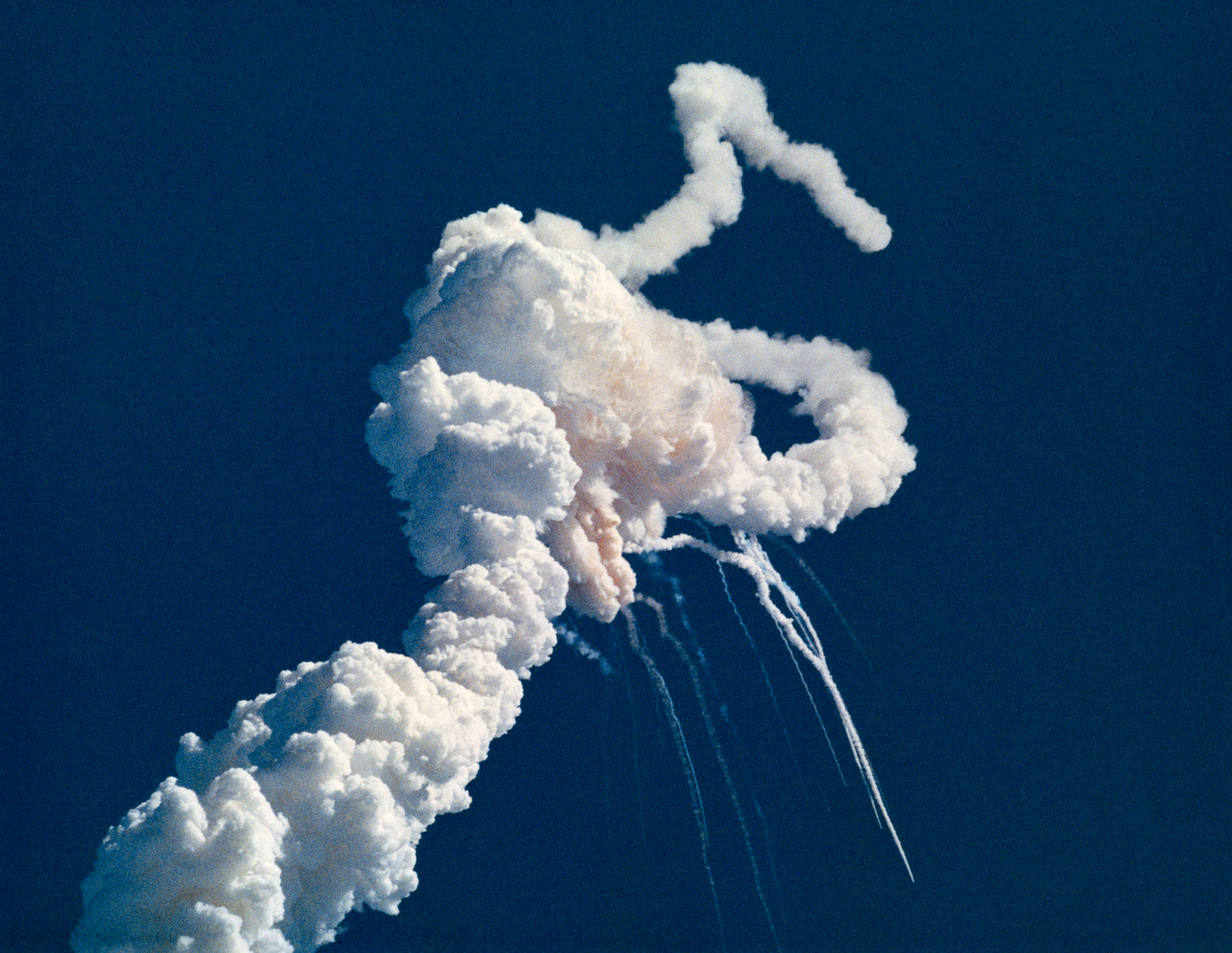
El accidente del transbordador espacial Challenger es considerado el peor accidente de la historia de la carrera espacial.

- 28 de enero: en Estados Unidos, el transbordador espacial Challenger se desintegra poco después del despegue, arrojando la cabina al mar donde iban sus siete ocupantes, que mueren debido al impacto.
- 31 de enero: en el estado de Ohio se registra un terremoto de 5,0.

### Febrero
- 1 de febrero: en Nueva Delhi (India), el papa Juan Pablo II es recibido entre manifestaciones de protesta y grandes medidas de seguridad.
- 2 de febrero: en Costa Rica, el socialdemócrata Óscar Arias Sánchez es elegido nuevo presidente electo.
- 6 de febrero: en el centro de Madrid, un comando de ETA asesina al almirante Cristóbal Colón de Carvajal y Maroto y a su chófer.
- 7 de febrero: en Haití, el dictador Jean-Claude Duvalier huye de su país. Así terminan 28 años de gobierno de los Duvalier.
- 7 de febrero: en el Hospital Westend, en Berlín (Alemania), el cirujano Emil Bücherl lleva a cabo la primera operación realizada en ese país con un corazón artificial. El paciente, de 39 años, fallecerá cuatro días más tarde.
- 7 de febrero: en Palermo se inicia el proceso contra la mafia.
- 8 de febrero: durante las próximas semanas, el cometa Halley hace su última aparición en el siglo XX.
- 9 de febrero: en Lima (Perú) el psicólogo Mario Poggi asesina al supuesto «Descuartizador de Lima», detenido en una comisaría.
- 15 de febrero: en el XXXVI Festival Internacional de Berlín, gran éxito de la película Ginger y Fred, la última de Federico Fellini, protagonizada por Marcello Mastroianni y Giulietta Masina.
- 17 de febrero: en Chile chocan dos trenes a 80 kilómetros por hora, con un saldo de 58 muertos y 510 heridos.
- 17 de febrero: en España, técnicos de la compañía de aviación española Iberia descubren sabotajes en sus aviones.
- 18 de febrero: tropas israelíes ocupan de nuevo el Líbano para liberar a dos rehenes.
- 18 de febrero: en Alexandra, barrio negro de Johannesburgo (Sudáfrica), la policía asesina a 19 ciudadanos de raza negra.
- 19 de febrero: la Unión Soviética lanza la estación espacial Mir.
- 19 de febrero: es asesinado el piloto estadounidense Barry Seal por órdenes del Cartel de Medellín.
- 20 de febrero: en Sicilia, la policía detiene a Michele Greco, capo de la mafia, en busca desde 1982.
- 24 de febrero: en Madrid (España) fue inaugurada a la estación de metro de Núñez de Balboa.
- 25 de febrero: en Filipinas, el presidente Ferdinand Marcos huye del país. Accede al poder Corazón Aquino.
- 26 de febrero: en Japón se emite por primera vez Dragon Ball.
- 28 de febrero: en Estocolmo (Suecia) es asesinado el ex primer ministro Olof Palme.

### Marzo
- 1 de marzo: en España, Gerardo Fernández Albor toma posesión de la presidencia de la Junta de Galicia.
- 1 de marzo: Barcelona presenta oficialmente su candidatura olímpica para los Juegos Olímpicos de 1992.
- 3 de marzo: en Madrid (España) Francisco Rico ingresa en la Real Academia Española.
- 3 de marzo: La banda Metallica estrena su tercer álbum, Master of Puppets.
- 7 de marzo: en España, la ciudad antigua de Santiago de Compostela recibe el título de Ciudad Patrimonio de la Humanidad, concedido oficialmente por la UNESCO el 4 de diciembre de 1985.
- 9 de marzo: en Colombia se realizan las elecciones legislativas.
- 9 de marzo: el Cometa Halley órbita alrededor del Sol por última vez, no volverá a orbitar hasta 2061.
- 9 de marzo: En Portugal, Mário Soares se convierte en presidente.
- 12 de marzo: en España se realiza un referéndum acerca de la permanencia del país en la OTAN.
- 13 de marzo: 
  - La Agencia Espacial Europea lanza la misión Giotto hacia el cometa Halley.
  - En Colombia, agentes del Comando de Operaciones Especiales de la Policía dan de baja a Álvaro Fayad, cofundador y líder del movimiento guerrillero Movimiento 19 de abril.
- 15 de marzo: en el espacio, la estación orbital soviética Mir se acopla con la Soyuz T-15.
- 16 de marzo: en Francia se realizan las elecciones legislativas.
- 23 de marzo: en Suiza, la OPEP anuncia que acepta una baja global de producción de crudo.
- 23 de marzo: en Bolivia, el gobierno gasta el 60 % de las exportaciones para pagar la deuda externa.
- 23 de marzo: en Quito (Ecuador), el gobierno busca recuperar el mercado socialista.
- 23 de marzo: en Atenas (Grecia), se realiza un atentado contra la estatua de Harry Truman.
- 23 de marzo: en Tokio (Japón), el primer ministro Yasuhiro Nakasone exhorta a fortalecer el ejército.
- 23 de marzo: la Unión Soviética se queja ante Estados Unidos por una prueba nuclear realizada por estos últimos en Nevada.
- 27 de marzo: en Melbourne (Australia) explota un coche bomba, provocando la muerte de un agente de policía.
- 28 de marzo: en Nueva York (Estados Unidos) nacimiento de la estrella pop Lady Gaga.
- 31 de marzo: en Londres (Reino Unido) un incendio daña el palacio histórico de Hampton Court.
- 31 de marzo: el Vuelo 940 de Mexicana de Aviación, cae envuelto en llamas, sobre la Sierra Madre Occidental, cerca de Maravatio, Michoacán. Las 166 personas que abordaban murieron. Es el peor accidente aéreo en la historia de la aviación de México, y a su vez, el peor accidente aéreo a nivel mundial de un Boeing 727.

### Abril
- 1 de abril: en España entra en vigor la Ley de Extranjería.
- 2 de abril: en el vuelo 840 de la Trans World Airlines entre Roma y Atenas explota una bomba que causa 4 muertos.
- 2 de abril en Chile, el dirigente poblacional de la UDI Simón Yévenes, es asesinado en su lugar de trabajo por guerrilleros del Frente Patriótico Manuel Rodríguez (FPMR).
- 5 de abril: en La Belle (discoteca en Berlín Occidental frecuentada por militares estadounidenses) se realiza un atentado terrorista, con el resultado de 3 muertos y 230 heridos. Se atribuye la responsabilidad a Libia.
- 7 de abril: se celebra la segunda edición de WrestleMania.
- 11 de abril: máximo acercamiento del cometa Halley a la Tierra.
- 12 de abril: debuta en la televisión estadounidense el programa de variedades Sábado Gigante, con la conducción del animador chileno Mario Kreutzberger.
- 13 de abril: el papa Juan Pablo II visita la Sinagoga de Roma, convirtiéndose en el primer papa que visita una sinagoga.
- 14 de abril: Estados Unidos bombardea Libia como represalia por el patrocinio de esa nación al terrorismo contra intereses y ciudadanos estadounidenses.
- 15 de abril: en la ciudad de Bengasi, Libia, al menos 100 civiles mueren por el ataque estadounidense.
- 16 de abril: el presidente de Argentina Raúl Alfonsín anuncia oficialmente el Proyecto Patagonia, el cual tenía como objetivo trasladar la capital de la nación desde la ciudad de Buenos Aires a la ciudad de Viedma.
- 24 de abril: la Luna pasa por el cono de sombra de la Tierra. Eclipse total de Luna.
- 25 de abril: en España, en la calle Juan Bravo, esquina a la calle Príncipe de Vergara (en Madrid), ETA realiza un atentado contra la Guardia Civil. Mueren 5 guardias civiles y resultan heridos otros 4.
- 26 de abril: en la central nuclear de Chernóbil, Ucrania, se produce la mayor catástrofe nuclear de la historia. A las 01:23 a. m. en el reactor número 4 se produce una explosión debido a una prueba de seguridad, realizada de forma incorrecta sumada a la inseguridad de los reactores RBMK, liberando toneladas de combustible nuclear a la atmósfera, por lo que en días posteriores se debió evacuar a los habitantes de la ciudad de Prípiat y sus alrededores. En aquel entonces, Ucrania era parte de la Unión Soviética.
- 26 de abril: en Suazilandia es coronado rey Mswati III.

### Mayo
- 2 de mayo: en Córcega (Francia) mueren el piloto de rally finlandés Henri Toivonen y su copiloto Sergio Cresto durante el Rally Tour de Corse.
- 3 de mayo: en Bergen, Noruega, la joven Sandra Kim gana por Bélgica la XXXI edición de Eurovisión con la canción J’aime la vie.
- 5 de mayo: en Turquía, un terremoto de 6,1 deja 15 muertos y 100 heridos.
- 8 de mayo: Óscar Arias Sánchez se convierte en presidente de Costa Rica.
- 8 de mayo: Masacre de Yumare, agentes de la DISIP se enfrentan a un contingente de guerrilleros cerca de Yumare, Venezuela.
- 11 de mayo: en Barranquilla, Colombia se inaugura el Estadio Metropolitano Roberto Meléndez.
- 15 de mayo: fallece durante unos ensayos en el circuito Paul Ricard el piloto italiano Elio de Angelis.
- 16 de mayo: Joaquín Balaguer es elegido presidente de la República Dominicana por quinta vez.
- 18 de mayo: en la Ciudad del Vaticano, Juan Pablo II publica su quinta encíclica: Dominum et vivificantem.
- 21 de mayo: en los Países Bajos se realizan las elecciones generales.
- 24-25 de mayo: en Guatemala se realiza el Acuerdo de Esquipulas I.
- 25 de mayo: Virgilio Barco Vargas es elegido nuevo presidente electo de Colombia.
- 26 de mayo: la Comunidad Económica Europea adopta la bandera europea.
- 31 de mayo: inauguración de la 13.ª edición de la Copa Mundial de Fútbol de 1986, que por segunda vez se realiza en México.

### Junio
- 1 de junio: 
  - En Ecuador se realiza el referéndum de 1986.
  - En el circuito de La Sarthe, Francia; fallece el piloto Jo Gartner a causa de un accidente automovilístico durante la celebración de las 24 horas de Le Mans.
- 7 de junio: Inicio del Magic Tour, última gira de Queen con el cantante Freddie Mercury, quien moriría en 1991
- 14 de junio: en Ginebra, Suiza, muere el escritor argentino Jorge Luis Borges.
- 16 de junio: en Santiago de Chile, el grupo guerrillero FPMR efectúa un atentado en la estación Tobalaba del Metro de esa ciudad, matando a una persona y dejando varios heridos.
- 17 de junio: en Madrid, ETA asesina al comandante Ricardo Sáenz de Ynestrillas, padre del dirigente de la extrema derecha del mismo nombre.
- 18 de junio: en el penal del Frontón en Lima (Perú), más de 350 presos de Sendero Luminoso mueren asesinados por las fuerzas militares encargadas de sofocar la rebelión. El presidente Alan García acusa a los jefes de la Guardia Republicana de haber planeado y ejecutado la matanza, y anuncia severos castigos para los responsables.
- 21 de junio: en Estados Unidos se estrella el vuelo que transportaba al equipo estadounidense de fútbol The Bears FC; mueren 56 personas y 2 quedan heridas.
- 22 de junio: en España, Felipe González es reelegido presidente al revalidar el PSOE la mayoría absoluta en las elecciones generales.
- 25 de junio: en el tren turístico que une Cuzco con Machu Picchu (en Perú) una ofensiva del grupo terrorista Sendero Luminoso en respuesta a la represión de los motines en tres cárceles limeñas deja 8 muertos y 35 heridos.
- 27 de junio: en el aeropuerto madrileño de Barajas, más de una docena de personas resultan heridas al estallar una bomba oculta en una maleta que iba a ser embarcada en un avión israelí.
- 27 de junio: en La Haya (Países Bajos), la Corte Internacional de Justicia de la ONU sentencia a Estados Unidos a pagar 17 000 millones de dólares estadounidenses a Nicaragua por haber apoyado económicamente a los Contras, lo que provocó 38 000 víctimas civiles y la destrucción de la economía nacional. En septiembre de 1992, la presidenta nicaragüense Violeta Chamorro perdonará esa deuda.
- 29 de junio: en Ciudad de México (México) finaliza el Mundial de Fútbol. La selección argentina se corona campeona del torneo al vencer 3-2 a la selección de Alemania Occidental.

### Julio
- 2 de julio: Juan Pablo II llega a Colombia, en una visita que se prolongará hasta el 8 de julio.
- 8 de julio: en el estado de California un terremoto de 6,0 deja 40 personas heridas y pérdidas financieras de 4,5 a 6 millones de dólares.
- 11 de julio: Queen da un inolvidable concierto en el estadio de Wembley (en Reino Unido), dando otro concierto al día siguiente en el mismo lugar.
- 12 de julio: en el estadio de Wembley (en Reino Unido), la banda británica Queen ofrece su segundo concierto.
- 14 de julio: en la plaza de la República Dominicana, en Madrid, ETA asesina a doce guardias civiles.
- 21 de julio: en Panamá, Bárbara Palacios (representante de Venezuela) gana la tercera corona de Miss Universo.
- 21 de julio: en el estado de California otro terremoto de 6,2 deja 2 personas heridas, siendo el último de una serie de terremotos que afectaron el sur de California desde el 8 de julio.
- 24 de julio: Felipe González se convierte en presidente del Gobierno de España por segunda vez.
- 24 de julio: en Colombia, la Policía asesina al comandante del M-19, Gustavo Arias Londoño alias "Boris".
- 27 de julio: Queen se presenta en Hungría dando un inolvidable concierto en medio del conflicto denominado Cortina de Hierro.
- 31 de julio: en Bogotá, (Colombia) sicarios motorizados al servicio del Cartel de Medellín asesinan a Hernando Baquero Borda, magistrado de la Corte Suprema.

### Agosto
- 4 de agosto: en Australia roban del Museo Nacional de Melbourne el cuadro de Pablo Picasso La mujer que llora, que sería devuelto días después.
- 5 de agosto - 10 de agosto: se presenta por primera y única vez en el Perú, el cantante Héctor Lavoe, durante 6 días consecutivos, en el Gran Estelar de la Feria del Hogar.
- 6 de agosto: en la ciudad peruana de Aucayacu (provincia de Leoncio Prado), la banda terrorista Sendero Luminoso asesina a diez personas homosexuales, con el objetivo de intimidar a la población.
- 6 de agosto: en el pequeño pueblo costero de Carrizal Bajo (en el norte de Chile), los servicios de inteligencia descubren una inmensa internación de armas del Frente Patriótico Manuel Rodríguez.
- 7 de agosto: en Colombia, se posesiona el presidente liberal Virgilio Barco Vargas.
- 9 de agosto: Último concierto de Queen.
- 16 de agosto. Joaquín Balaguer asume por cuarta vez la presidencia de la República Dominicana.
- 21 de agosto: en una zona volcánica cerca del lago Nyos, Camerún, cerca de 1700 personas mueren envenenadas como resultado de un extraño fenómeno geológico (emisión de dióxido de carbono) proveniente de la capa magmática de la Tierra.
- 27 de agosto: en la ciudad de Soweto, Sudáfrica, la policía lleva a cabo una brutal represión contra los ciudadanos.
- 30 de agosto: en Barrancabermeja (Colombia) es asesinado por grupos paramilitares el líder social colombiano Leonardo Posada, miembro de la Unión Patriótica.
- 31 de agosto: el Vuelo 498 de Aeroméxico, se estrella en la comunidad de Cerritos - Los Ángeles, tras colisionar con una avioneta Piper Cheokee PA-28 Archer. Los 64 pasajeros del DC-9, los 3 pasajeros del Piper Cheokee PA-28 Archer, así como 12 personas en tierra, fallecieron.[1]
  - En el Mar Negro, el barco de pasajeros soviético Admiral Najimov se hunde después de colisionar con el carguero Piótr Vasev; mueren 398 pasajeros.
  - Un terremoto de 7,2 sacude Rumanía dejando al menos 150 muertos y 500 heridos.

### Septiembre
- 3 de septiembre: en Ciudad del Cabo, Sudáfrica, el obispo sudafricano de la iglesia anglicana y Premio Nobel de la Paz en 1984 Desmond Tutu, es nombrado oficialmente arzobispo de El Cabo.
- 4 de septiembre: en el Hotel Vitoria de la capital alavesa, nace como partido político Eusko Alkartasuna, resultado de una escisión del Partido Nacionalista Vasco.
- 4 de septiembre: Yasir Arafat acepta la resolución 242 de la ONU, que supone el implícito reconocimiento del derecho a la existencia del Estado de Israel.
- 5 de septiembre: en Pakistán, el ejército asalta un avión de Pan American, dejando un saldo de 17 muertos y más de un centenar de heridos.
- 7 de septiembre: en Chile, el dictador Augusto Pinochet sale ileso de un atentado en su contra en el que murieron cinco de sus escoltas.
- 8 de septiembre: en Chile se decreta el estado de excepción y se practican centenares de detenciones tras el atentado del día anterior contra Pinochet.
- 11 de septiembre: en el Área U3kz del Sitio de pruebas atómicas de Nevada (a unos 100 km al noroeste de la ciudad de Las Vegas), a las 6:57 (hora local), Estados Unidos detona a 503 m bajo tierra su bomba atómica Charleston, de 0.1 kt. Es la bomba n.º 1049 de las 1129 que Estados Unidos detonó entre 1945 y 1992.
- 12 de septiembre: en el norte de Vietnam, 400 personas mueren y más de 2600 resultan heridas a causa del ciclón Wayne.
- 13 de septiembre: Un terremoto de 5,9 sacude la región sur del Peloponeso en Grecia dejando 20 muertos y 300 heridos.
- 15 de septiembre: En Chile, es lanzado el Segúndo álbum Pateando piedras De Los Prisioneros.
- 27 de septiembre: entre Estocolmo y Copenhague, la banda de thrash metal Metallica sufre un accidente automovilístico mientras se dirigían a su siguiente presentación. Muere el bajista Cliff Burton.
- 27 de septiembre: comienzan las funciones previas al estreno de El fantasma de la ópera, musical de Andrew Lloyd Webber,
- 30 de septiembre: en Roma (Italia), el servicio secreto israelí Mossad secuestra al extécnico nuclear israelí Mordejái Vanunu ―quien reveló al diario británico The Sunday Times que Israel posee un programa de armas nucleares― y lo transporta a Israel. Será juzgado y condenado a 18 años de cárcel.

### Octubre
- 2 de octubre: en España, el Congreso de los Diputados ratifica el texto del Acta Única Europea de 1986.
- 5 de octubre: en Seúl, Corea del Sur culminan los X Juegos Asiáticos.[2]
- 9 de octubre: estreno de The Phantom Of The Opera, musical de Andrew Lloyd Webber.
- 10 de octubre: en San Salvador, ciudad capital de El Salvador, un terremoto de 5,7 deja un saldo de 1.500 muertos y 20.000 heridos.
- 10 de octubre: en Reikiavik (Islandia) se encuentran Ronald Reagan (presidente de los Estados Unidos) y Mijail Gorbachov (presidente de la Unión Soviética).[3]
- 10 de octubre: en Asia, el alpinista Reinhold Messner es el primer ser humano que logra subir a todos los «ochomiles» (las montañas que tienen más de 8000 metros de altitud).
- 17 de octubre: Barcelona es elegida sede olímpica para 1992.
- 19 de octubre: el primer presidente de Mozambique, Samora Machel, y 33 otros fallecen en un accidente aéreo en el nordeste de Sudáfrica.
- 21 de octubre: las Islas Marshall declaran su independencia de Estados Unidos.
- 30 de octubre: en Colombia, sicarios al servicio del Cartel de Medellín asesinan al juez Gustavo Zuluaga Serna.

### Noviembre
- 1 de noviembre: en la playa de Wakayama (al oeste de Japón) siete mujeres de entre 20 y 30 años ―conocidas como las «novias» del dios Jehová― miembros de la iglesia Amigos de la Verdad (1950) se suicidan incendiándose con queroseno cerca de la casa de su líder Kiyoharu Miyamoto (61), muerto el día anterior por enfermedad.[4]
- 2 de noviembre: al sur de Irán, mueren 91 soldados y oficiales y los 7 miembros de la tripulación de un avión iraní C-10 que se estrella.
- 3 de noviembre: los Estados Federados de Micronesia declaran su independencia de Estados Unidos.
- 4 de noviembre: en Estados Unidos se realizan las elecciones legislativas.
- 6 de noviembre: en Estados Unidos, la prensa devela que el presidente Ronald Reagan autorizó el suministro de armas a Irán, en lo que se dio en llamar el escándalo Irangate (juego de palabras para relacionarlo con el escándalo Watergate, que sirvió para destituir al presidente Richard Nixon).
- 7 de noviembre: en Rosario (Argentina), el psicópata Walter de Giusti asesina a las abuelas del músico rosarino Fito Páez.
- 13 de noviembre: la Unión Soviética anuncia la retirada de todos sus misiles nucleares de alcance medio de la península de Kola y la mayor parte de los de Leningrado y la zona del Mar Báltico.
- 14 de noviembre: en Taiwán, un terremoto de 7,4 deja 15 muertos y 44 heridos.
- 15 de noviembre: 
  - en Brasil se realizan las elecciones legislativas.
  - en Santiago, Chile, Miguel  Ángel Guerra, Damaris Carbaugh y Eduardo Fabián ganan por Estados Unidos la XV edición del Festival OTI con la canción Todos.
- 17 de noviembre: Francia: el grupo terrorista Action Directe asesina al ingeniero francés Georges Besse.
- 17 de noviembre: en las afueras del municipio de Sasaima, Cundinamarca (Colombia) es asesinado el capitán de la policía Jaime Ramírez. Se atribuye el crimen al Cartel de Medellín.
- 25 de noviembre: la UNESCO declara Patrimonio de la Humanidad las ciudades de Toledo y Cáceres, el conjunto monumental mudéjar de Teruel y el parque nacional de Garajonay.
- 30 de noviembre: Un terremoto de 5,1 sacude el norte de Brasil causando importantes daños.

### Diciembre
- 4 de diciembre: en el restaurante Pozzeto, en Bogotá (Colombia), un colombiano veterano de Vietnam: Campo Elías Delgado, armado con un revólver, asesina a varios clientes; la policía ingresa disparando con ametralladoras Uzi y lo mata junto con una docena más de clientes.
- 12 de diciembre: en Colombia, la Corte Suprema de Justicia declara inconstitucional la ley que aprueba el Tratado de Extradición con Estados Unidos.
- 13 de diciembre: en un pozo a 635 metros bajo tierra, en el área U20ap del Sitio de pruebas atómicas de Nevada (a unos 100 km al noroeste de la ciudad de Las Vegas), a las 10:00 (hora local) Estados Unidos detona su bomba atómica Bodie, de 140 kt. Es la bomba n.º 1055 de las 1131 que Estados Unidos detonó entre 1945 y 1992.
- 14 de diciembre: en Tokio, el club de fútbol River Plate se corona campeón de la Copa Intercontinental al vencer al Steaua Bucarest por 1 a 0, con gol de Antonio Alzamendi.
- 17 de diciembre: en el occidente de Bogotá (Colombia) es asesinado Guillermo Cano Isaza, director del diario El Espectador. El asesinato es atribuido a miembros del Cártel de Medellín.
- 19 de diciembre: en Colombia se produce una 'huelga de silencio' a nivel nacional sin periódicos, sin radio y sin televisión como consecuencia del asesinato de Guillermo Cano Isaza.
- 22 de diciembre: en Perú, mediante una junta de accionistas se crea RBC Televisión, actualmente conocido como Viva TV.
- 23 de diciembre: el congreso de la nación Argentina aprueba la Ley de Punto Final.
- 26 de diciembre: en República Dominicana, es arrestado el expresidente Salvador Jorge Blanco por cargos de corrupción y desfalco.
- 31 de diciembre: en un hotel de San Juan, Puerto Rico un incendio mata a 97 personas y hiere a 140.

## Numismática
- La Casa de Moneda de los Estados Unidos lanza al mercado la moneda de oro y plata American Eagle Coin.
- La Casa de la Moneda de Perth (Australia) lanza al mercado la moneda de oro Australian Gold Nugget en denominaciones de 1/20 oz., 1/10 oz., 1/4 oz., 1/2 oz., 1 oz., 2 oz., 10 oz. y 1 kg de 24 quilates de oro. Tienen curso legal en Australia y es una de las pocas monedas de curso legal que cambia su diseño cada año. La serie The Gold Nugget fue introducida en 1986 por la Corporación Oro, una sociedad totalmente controlada por el gobierno de Australia Occidental.
- Se introduce en el cono monetario mexicano la moneda de $500 pesos, en el reverso de la misma se encuentra el busto de Francisco I. Madero, la acuñación inicial fue de 20,000,000 piezas.[5]
- Entra en circulación el Florín Arubeño, reemplazando al Florín antillano neerlandés, ya que Aruba obtiene su Autonomía de las Antillas Neerlandesas. La moneda tiene una tasa de cambio con el dólar estadounidense de 1 US$ = 1.79 florines desde 1986.[6][7]

## Arte y literatura
- Anne Rice: Belinda.
- Arturo Pérez-Reverte: El húsar.
- Amin Maalouf: León el Africano.
- Clive Barker : The Hellbound Heart.
- Stephen King : It.
- Batman: The Dark Knight Returns escrita y dibujada por Frank Miller.
- Watchmen: novela gráfica ganadora del premio Hugo, escrita por Alan Moore y dibujada por Dave Gibbons.
- 6 de enero: Manuel Vicent obtiene el premio Nadal por la novela Balada de Caín.
- Terenci Moix gana el Premio Planeta por la novela No digas que fue un sueño.

## Ciencia y tecnología
- 1 de marzo: en la atmósfera sobre la Antártida se descubre un agujero en la capa de ozono.
- En Japón, los laboratorios de Honda comienzan las pruebas del robot bípedo ASIMO, que se seguirá perfeccionando hasta el año 2000.

### Astronáutica
- 12 de agosto: Japón lanza el satélite geodésico Ajisai.

## Premios Nobel
- Física: Ernst Ruska, Gerd Binnig y Heinrich Rohrer.[8]
- Química: Dudley R. Herschbach, Yuan T. Lee y John C. Polanyi.[8]
- Medicina: Stanley Cohen y Rita Levi-Montalcini.[8]
- Literatura: Wole Soyinka.[8]
- Paz: Elie Wiesel.[8]
- Economía: James M. Buchanan.[8]

## Premios Kyoto
Los Premios Kyoto (京都賞?) son unos premios que concede desde 1984 la japonesa Fundación Inamori, en reconocimiento a los trabajos en las áreas de la filosofía, las artes, las ciencias y la tecnología. Los premios no solo se entregan a los mejores exponentes de cada área sino también a los que han contribuido a la humanidad con su trabajo. Este premio es el equivalente japonés de los Premios Nobel.
Los premios se entregan en el campo de avances tecnológicos, ciencias básicas, artes y filosofía. En cada una de las categorías, el premio rota cubriendo distintos ramas del área principal: por ejemplo, el premio de tecnología rota entre electrónica, biotecnología, ciencias de los materiales y la ingeniería y ciencias informáticas.
La fundación fue creada por el millonario japonés Kazuo Inamori, industrial de cerámicas. El premio está dotado con 50 millones de yenes y productos de la marca Kyocera.
Galardonados 1986
- Biología: George Evelyn Hutchinson (1903-1991), de Estados Unidos.
- Biotecnología y tecnología médica: Nicole Marthe Le Douarin (1930-) de Francia.
- Artes: Isamu Noguchi (1904-1998), de Estados Unidos.

## Premio Michael Faraday
El premio Michael Faraday (The Royal Society Michael Faraday Prize) es un galardón anual otorgado por la Royal Society de Londres que premia la «excelencia en la comunicación de la ciencia a la audiencia del Reino Unido». Creado en 1986 con el nombre del científico británico Michael Faraday, el premio consiste en una medalla de plata dorada y dos mil quinientas libras en metálico.
La entrega de la medalla y la retribución la realiza el presidente de la Royal Society en el «Faraday lecture», un acto en el que los premiados deben dictar una conferencia original, y que tiene lugar habitualmente en el mes de enero del año siguiente al de la elección.
El primer premio fue concedido en 1986 a Charles Taylor, y el último, en 2012, a Brian Cox. Al contrario que otros premios de la Royal Society como la Medalla Hughes, no ha quedado nunca desierto, y el comité encargado de la designación no está obligado a hacer públicas sus razones, algo que viene sucediendo en todos los premios recientes.

## Premios Turing
El Premio Turing es un premio de las Ciencias de la Computación que es otorgado anualmente por la Asociación para la Maquinaria Computacional (ACM) a quienes hayan contribuido de manera trascendental al campo de las ciencias computacionales.
El galardón rinde tributo a Alan Turing.
Galardonados 1986
- John Hopcroft y Robert Tarjan, por sus logros en el análisis y diseño de algoritmos y estructuras de datos.

## Premio Cervantes
- Antonio Buero Vallejo

## Premios Príncipe de Asturias
- Artes: Luis García Berlanga.[9]
- Ciencias Sociales: José Luis Pinillos.[9]
- Comunicación y Humanidades: O Globo.[9]
- Concordia: Vicaría de la Solidaridad.[9]
- Cooperación Internacional: Universidades de Salamanca y Coímbra.[9]
- Investigación Científica y Técnica: Antonio González González.[9]
- Letras: Mario Vargas Llosa y Rafael Lapesa Melgar.[9]

## Videojuegos
- Sale al mundo la primera entrega de la serie de videojuegos The Legend of Zelda de los diseñadores Shigeru Miyamoto y Eiji Aonuma.
- Lanzan al mercado la primera entrega de la saga de videojuegos de acción y aventura Metroid, producido por Gunpei Yokoi.
- Se lanza al mercado la primera entrega de la saga de videojuegos de plataforma y aventura vampírica Castlevania, producido por Konami.
- El juego Gauntlet, de Atari Games, consigue el galardón a «juego del año» en los Golden Joystick Awards.
- Nintendo lanza Super Mario Bros.: The Lost Levels en Japón
- La empresa Taito lanza al mercado Bubble Bobble.
- La empresa Sega lanza al mercado el juego Outrun.
- Se crean las compañías Acclaim, Majesco, Ubisoft y Bethesda Softworks.
- Se desarrollan los acontecimientos de Grand Theft Auto: Vice City.

## Cine
- Aliens: de James Cameron, con Sigourney Weaver. Segunda entrega de la saga Alien.
- Blue Velvet es una de las películas más perturbadoras de David Lynch, con Kyle MacLachlan e Isabella Rossellini.
- Cuenta conmigo, película del director Rob Reiner basada en la obra de Stephen King The body. Relata la escapada de cuatro niños, y cómo, en ella, pierden la inocencia.
- La Generación Halley, película venezolana de Thaelman Urgelles, con Melissa.
- Hannah y sus hermanas, de Woody Allen, es una de las películas más exitosas del director, dándole un Óscar a la actriz Dianne Wiest.
- House, de Steve Miner.
- Matador, de Pedro Almodóvar.
- La mosca, de David Cronenberg, con Jeff Goldblum y Geena Davis. Es una nueva versión del clásico de 1958 sobre un científico que, al mezclar por accidente su ADN con el de una mosca, se convierte en un horrible monstruo. Fue la cinta más taquillera del año, también ganadora del Óscar por mejor maquillaje.
- Nueve semanas y media, de Adrian Lyne, con Mickey Rourke y Kim Basinger.
- Star Trek IV: misión: salvar la Tierra, de Leonard Nimoy, con William Shatner.
- Top Gun, de Tony Scott, con Tom Cruise.
- Transformers: la película, de Nelson Shin, con Judd Nelson y Leonard Nimoy.
- Tenue de soirée, de Bertrand Blier, con Gérard Depardieu, Miou Miou y Michel Blanc.

### Premios Óscar
- - Película: Platoon, producida por Arnold Kopelson, no solo arrasa sino que trae a discusión entre el pueblo estadounidense por primera vez en más de 15 años los verdaderos alcances de la Guerra en Vietnam.
  - Director: Oliver Stone por Platoon
  - Actor: Paul Newman, El color del dinero (como el jugador de billar Eddie Felson).
  - Actor de reparto: Michael Caine, Hannah y sus hermanas (en el papel de Elliot).
  - Actriz: Marlee Matlin, Children of a Lesser God (como la sordomuda Sarah).
  - Actriz de reparto: Dianne Wiest, Hannah y sus hermanas (como Holly).
  - Película extranjera: The Assault (El asalto) Sobre el trauma que acompaña en la vida a un hombre, al ser testigo de niño de la ocupación nazi en su cuadra.
  - Canción: Take my breath away de Top Gun (música de Giorgio Moroder, letra de Tom Whitlock).
  - Efectos visuales: Aliens, Robert Skotak, Stan Winston, John Richardson y Suzanne Benson. Sigourney Weaver estuvo nominada en la categoría de mejor actriz, por su papel de la teniente Ripley. Su imagen de madre espacial protegiendo a la niña Neut de la Reina Alien, fue saludada por la prensa mundial como un nuevo estilo de mujer.

## Deporte

### Atletismo
- Campeonato Europeo de Atletismo: se celebra la XIV edición en Stuttgart,  Alemania Occidental.
  - Ganador del medallero   Unión Soviética

- Campeonato Europeo de Atletismo en Pista Cubierta: se celebra la XVII edición en Madrid,  España.
  - Ganador del medallero   República Democrática Alemana

### Automovilismo
- Fórmula 1: Alain Prost se consagra campeón del mundo. Williams Racing gana el campeonato de constructores.
- WSC: Derek Bell, Hans-Joachim Stuck y Al Holbert ganan las 24 horas de le mans a bordo del Porsche 962C
- WRC: Juha Kankkunen gana el título a bordo de un Peugeot 205 Turbo 16
- Rally Dakar: René Metge gana la competencia a bordo de un Porsche 959
- NASCAR: Dale Earnhardt gana el título a bordo de un Chevrolet Montecarlo
- Champ Car: Bobby Rahal gana el título a bordo de un March Cosworth
- 500 Millas de Indianápolis: Bobby Rahal gana la competencia
- Turismo Carretera: Oscar Angeletti gana el título a borde de una Dodge GTX
- Turismo Competición 2000: Juan María Traverso gana el título a bordo de una Renault Fuego

### Boxeo
- Mike Tyson se convierte en el campeón del mundo de boxeo más joven de la historia.

### Fútbol
- Campeonato mundial de Fútbol: el 29 de junio, Argentina gana su segunda Copa Mundial de Fútbol de la mano de Diego Armando Maradona, al ganar en la final a Alemania Federal por 3-2 con goles de José Luis Brown, Jorge Valdano y Jorge Burruchaga; Karl-Heinz Rummenigge y Rudi Voeller habían empatado para el equipo teutón, partido celebrado en el Estadio Azteca de la Ciudad de México.
- Copa Libertadores de América: el 29 de octubre, River Plate gana la copa al derrotar al América de Cali por 2:1 como visitante (goles de Alonso y Funes). Una semana después ganó como local por 1:0 en el partido de vuelta.
- Copa de Europa: el 7 de mayo, Steaua Bucarest (Rumania) se proclama campeón, contra todo pronóstico, al derrotar en la tanda de penaltis al F. C. Barcelona en la final disputada en el estadio Sánchez Pizjuán de Sevilla (España). El partido había concluido (prórroga incluida) con empate 0:0. En la tanda de penaltis el portero del Steaua Duckadam detuvo los cuatro lanzamientos del F. C. Barcelona.
- Copa del Rey de Fútbol: Real Zaragoza se proclama campeón al derrotar al F. C. Barcelona por 1-0 (gol de Rubén Sosa) en la final disputada en el estadio Vicente Calderón de Madrid.
- Balón de Oro: el soviético Igor Belánov, del Dinamo de Kiev, es designado mejor futbolista del mundo del año por la revista France Football.
- Copa Intercontinental: el 14 de diciembre el Club Atlético River Plate de Argentina venció 1-0 al Steaua de Bucarest, con gol de Antonio Alzamendi a los 28 minutos del primer tiempo y obtuvo la Copa Toyota.
- Fútbol Profesional Colombiano: América de Cali (6.ª vez).
- Campeonato Ecuatoriano de Fútbol: El Nacional (novena vez).
- Primera División de México: Monterrey (1.ª vez).
- Primera División de Argentina 1985/86: River Plate (21.ª vez).

### Tenis
- Abierto de Australia: no se jugó.
- Roland Garros: Hombres: Ivan Lendl a Mikel Pernfors. Mujeres: Chris Evert-Lloyd a Martina Navratilova.
- Wimbledon: Hombres: Boris Becker a Ivan Lendl. Mujeres: Martina Navratilova a Hana Mandlíková.
- US Open: Hombres: Ivan Lendl a Miroslav Mecir. Mujeres: Martina Navratilova a Helena Suková.

### Otros deportes
- El F. C. Barcelona, campeón de la Recopa de Europa de Baloncesto.
- El F. C. Barcelona se proclama campeón de la Recopa de Europa de Balonmano.
- Se celebra la quinta edición de los Campeonato Mundial de Natación en Madrid, España.
- División Mayor del Básquetbol de Chile: Universidad Católica campeón.
- Un comercial de un minuto de la Super Bowl XX, costó $1.1 millones de dólares en realizar.
- Mark Callaway debutó como luchador profesional.

## Música
- El 8 de abril fallece la cantante japonesa Yukiko Okada en Shinjuku a sus 18 años.
- Del 21 al 23 de marzo se lleva a cabo la decimotercera edición del festival de música Vossa Jazz en el municipio noruego de Voss.
- Del 16 al 19 de mayo se realiza la decimoquinta edición del Festival Moers en la ciudad alemana de Moers.
- Del 21 de mayo al 4 de junio se celebra la decimocuarta edición del Festival Nattjazz en la ciudad noruega de Bergen.
- Del 27 de junio al 6 de julio se realiza la séptima edición del Festival Internacional de Jazz de Montreal.
- Del 3 al 19 de julio se lleva a cabo la vigésima edición del Festival de Jazz de Montreux.
- En Berkeley (California) se forma la banda de punk rock Green Day.
- El 27 de septiembre fallece Cliff Burton; bajista de Metallica, en la Provincia de Kronoberg a sus 24 años.

### Discografía
- A-ha: Scoundrel Days
- ABBA: ABBA Live
- AC/DC: Who Made Who
- Ana Gabriel: Sagitario
- Air Supply: Hearts In Motion
- Alaska y Dinarama: No es pecado
- Ana Belén y Víctor Manuel: Para la ternura siempre hay tiempo
- Álvaro Torres: Tres
- Barricada: No hay tregua
- Berlin: Country Three & Play
- Billy Idol: Whiplash Smile
- Billy Joel: The Bridge
- Binomio de Oro: El Binomio de Oro 1986 (2 de diciembre)
- Bob Dylan: Knocked Out Loaded
- Bon Jovi: Slippery When Wet
- Camilo Sesto: Agenda de baile
- Carlos Mata: Otra vez
- Carlos Vives: Por fuera y por dentro
- Cepillín: Cepillín
- Chacalón y la Nueva Crema: ¡Soy feliz! Nos dice...
- Chayanne: Sangre latina
- Chicago: Chicago 18
- Cheap Trick: The Doctor
- Chick Corea: The Elektric Band
- Cinderella: Night Songs
- Creedence Clearwater Revival: Chronicle, Vol. 2
- Crowded House: Crowded House
- Cutting Crew: Boardcast
- Cyndi Lauper: True Colors
- Daniela Romo: Mujer de todos, mujer de nadie
- Danza Invisible: Música de contrabando
- David Knopfler: Cut The Wire
- Depeche Mode: Black Celebration
- Diomedes Díaz: Brindo con el alma
- Duran Duran: Notorious
- Destruction: Eternal Devastation
- Dyango: Cada día me acuerdo más de ti
- Ednita Nazario: Tú sin mí
- El Último de la Fila: Enemigos de lo ajeno
- Elton John: Leather Jackets
- Emmanuel: Desnudo
- Enanitos Verdes: Contrarreloj.
- Enya: Enya.
- Europe: The Final Countdown
- Eva Ayllón: Para todos
- Fito Páez: Corazón clandestino
- Flans: 20 millas
- Franco De Vita: Fantasía
- Frankie Goes to Hollywood: Liverpool
- Fresas con crema: Ni tan fresas
- Génesis: Invisible Touch
- Glass Tiger: The Thin Red Line
- Gravestone: Creating a monster
- Grupo Niche: Me huele a matrimonio
- Hombres G: La cagaste... Burt Lancaster
- Iron Maiden: Somewhere in Time
- Jean-Michel Jarre: Rendez-vous
- Joaquín Sabina: Joaquín Sabina y viceversa
- John Lennon: Menlove Avenue
- José José: Siempre contigo
- José Feliciano: Te amaré
- José Luis Perales: Con el paso del tiempo
- Judas Priest: Turbo
- Juan Gabriel: Pensamientos
- Kenny G: Duotones
- King Diamond: Fatal Portrait
- Kreator: Pleasure to kill
- Kraftwerk: Electric Café
- La Unión: 4x4
- Lalo Guerrero: 14 éxitos de las ardillitas de Lalo Guerrero
- Las Chicas del Can: Pegando fuego
- Laureano Brizuela: Sólo
- Lionel Richie: Dancing on the Ceiling
- Los Bukis: Tu Cárcel
- Los Encargados: Silencio
- Los Fabulosos Cadillacs: Bares y Fondas
- Los Iracundos: Los Iracundos 86
- Los Nikis: Marines a pleno sol
- Los Prisioneros: Pateando piedras
- Los Tigres del Norte: Gracias América... sin fronteras
- Los Toreros Muertos: 30 años de éxitos
- Lorenzo Antonio: Doce rosas
- Luis Ángel: Amar a muerte
- Lucía Méndez: Castígame
- Luzbel: Pasaporte al infierno
- Madonna: True Blue
- Magneto: Tremendo
- María Jiménez: Seguir viviendo
- Marisela: Porque tengo ganas
- Mazapán: Cantando con Mazapán... juguemos y Esta noche bailaré
- Mecano: Entre el cielo y el suelo
- Menudo: Refrescante
- Megadeth: Peace sells... but who’s buying?
- Metallica: Master of Puppets
- Michael Jackson: Anthology
- Miguel Mateos / Zas: Solos en América
- Miguel Bosé: Salamandra
- Mijares: Soñador
- Miki González: Puedes ser tú
- Modern Talking: In the Middle of Nowhere
- Modern Talking: Ready for Romance
- Motörhead: Orgasmatron
- New Order: Brotherhood
- Nuclear Assault: Game over
- Olé Olé: Bailando sin salir de casa
- Onslaught: The force
- Ozzy Osbourne: The Ultimate Sin
- Pastor López: Para mi Colombia/Siempre listo, El magnífico Indio/Amigo
- Pandora: Otra vez.
- Patricio Rey y sus Redonditos de Ricota: Oktubre
- Paul McCartney: Press to play
- Pet Shop Boys: Please
- Pet Shop Boys: Disco
- Peter Gabriel: So
- Pimpinela: El duende azul
- Poison: Look What the Cat Dragged In.
- Queen: A Kind of Magic
- Queen: Live Magic
- Ramoncín: Ramoncinco
- Ramones: Animal Boy.
- Raphael: Toda una vida
- Ratt: Dancing Undercover
- The Red Hot Chili Peppers: Freaky Styley
- Ricardo Montaner: Ricardo Montaner
- Río: Lo peor de todo
- Rocío Dúrcal: Siempre
- Rodolfo Aicardi: Fuera de concurso
- Roxette: Pearls of passion
- Run-DMC: Raising Hell
- Sandra: Mirrors
- Saxon: Rock the Nations
- Sepultura: Morbid Visions
- Sergio Fachelli: Viva el amor
- Siouxsie And The Banshees: Tinderbox
- Slayer: Reign in Blood
- Soda Stereo: Signos
- Sodom: Obsessed by cruelty
- Spandau Ballet: Through the Barricades
- Sting: Bring on the Night
- Stryper: To hell with the devil
- The Bangles: Different light
- The Cure: The Head on the Door y Standing on the Beach: the Singles
- The Latin Brothers: ¡Para bailar!
- The Police: Every Breath You Take: The Singles
- The Smiths: The queen is dead
- Tony MacAlpine: Edge of Insanity
- Toto: Fahrenheit
- Van Halen: 5150
- Varios Artistas: Eterna Navidad
- Vinnie Vincent Invasion: Vinnie Vincent Invasion
- Viuda e Hijas de Roque Enroll: Vale cuatro
- Yngwie J. Malmsteen: Trilogy
- Yola Polastry: Yola a Todo Ritmo/Sabor a Miel
- Yuri: Un corazón herido

### Festivales
- El 3 de mayo se celebra la XXXI edición del Festival de la Canción de Eurovisión en Bergen, .
  - Ganador/a: La cantante Sandra Kim con la canción «J'aime la vie» representando a Bélgica .

## Efemérides
29 de enero: Se cumplen 100 años de la creación del primer automóvil, por Carl Benz.
Julio: Se cumplen 100 años de creación de la bebida conocida como Coca Cola, por el químico y farmacéutico John Stith Pemberton.
13 de septiembre: Se cumple un año del lanzamiento del conocido juego Super Mario Bros. diseñado por Shigeru Miyamoto.